# Believe It
«Believe It» —en español: créerlo — es una canción del cantante canadiense PartyNextDoor y la cantante de Barbados Rihanna. Fue lanzado como el cuarto sencillo del tercer álbum de estudio de PartyNextDoor, Partymobile, el 27 de marzo de 2020, y fue producido por Bizness Boi, Cardiak, Ninetyfour y DJ Prince. La canción marca la primera aparición de Rihanna en un sencillo en tres años, después de «Lemon» de NERD (2017). La canción debutó en el número 12 en la lista de singles del Reino Unido y en el número 23 en el Billboard Hot 100.

## Antecedentes
PartyNextDoor ha coescrito previamente varias canciones con Rihanna, incluyendo «Work», «Sex with Me» y «Wild Thoughts».

## Escritura y grabación
El productor de discos estadounidense Cardiak creó la parte instrumental de la canción, que presenta "guitarra entrelazada y [una] muestra vocal con tono". Luego se lo envió a su coproductor Bizness Boi, que estaba en un campamento de escritura en París; a pesar de trabajar en la pista con un artista anónimo, se la pasó a Ninetyfour, quien desarrolló la canción y la envió a PartyNextDoor por consejo de un amigo. PartyNextDoor puso las voces de su novia en la pista mientras esperaba noticias de Rihanna. Rihanna terminó su voz en la semana del lanzamiento del álbum. Bizness Boi y Ninetyfour no escucharon la voz terminada de Rihanna en la pista hasta el lanzamiento del álbum el 27 de marzo.

## Letras y composición
«Believe It» es un R&B "sensual" "lento" sobre una relación, con PartyNextDoor y Rihanna cantando como amantes "implorándose mutuamente que crean en el poder de su conexión".

## Recepción de la crítica
Jessica McKinney de Complex incluyó la canción en su lista de Mejor Música Nueva de la semana, calificándola como "un disco de R&B alegre" y destacando cómo Rihanna pasa a un segundo plano en Party, "solo ofrece voces ásperas en el coro", cantando, "Mejor hazme creerlo / Créame que no me engañarás ".

## Posicionamiento en listas
| Lista (2020)                                | Mejor posición |
| ------------------------------------------- | -------------- |
| Australia (ARIA)                            | 28             |
| Austria (Ö3 Austria Top 40)                 | 51             |
| Bélgica (Flandes) (Ultratip Bubbling Under) | 15             |
| Bélgica (Valonia) (Ultratip Bubbling Under) | 11             |
| Canadá (Canadian Hot 100)                   | 39             |
| Dinamarca (Tracklisten)                     | 32             |
| Estonia (Eesti Tipp-40)                     | 35             |
| Francia (SNEP)                              | 48             |
| Alemania (Offizielle Deutsche Charts)       | 58             |
| Irlanda (IRMA)                              | 16             |
| Lituania (AGATA)                            | 26             |
| Países Bajos (Mega Single Top 100)          | 53             |
| Nueva Zelanda (Recorded Music NZ)           | 15             |
| Noruega (VG-lista)                          | 29             |
| Portugal (AFP)                              | 25             |
| Eslovaquia (Singles Digitál Top 100)        | 58             |
| España (Top 100 Canciones)                  | 97             |
| Suecia (Sverigetopplistan)                  | 28             |
| Suiza (Schweizer Hitparade)                 | 24             |
| Reino Unido (UK Singles Chart)              | 12             |
| Estados Unidos (Billboard Hot 100)          | 23             |
| Estados Unidos (Hot R&B/Hip-Hop Songs)      | 12             |
| Estados Unidos (Mainstream Top 40)          | 39             |
| Estados Unidos (Rhythmic)                   | 6              |

| Lista (2020)                                     | Posición |
| ------------------------------------------------ | -------- |
| Estados Unidos Hot R&B/Hip-Hop Songs (Billboard) | 75       |
| Estados Unidos Rhythmic (Billboard)              | 36       |

## Historial de lanzamientos
| Región         | Fecha               | Formato                      | Etiqueta  | Ref.   |
| -------------- | ------------------- | ---------------------------- | --------- | ------ |
| Varios         | 27 de marzo de 2020 | Descarga digital streaming   | OVO Sound | [ 34 ] |
| Estados Unidos | 31 de marzo de 2020 | Radio de éxito contemporáneo | OVO Sound | [ 35 ] |
| Estados Unidos | 31 de marzo de 2020 | Contemporáneo rítmico        | OVO Sound | [ 36 ] |
| Estados Unidos | 31 de marzo de 2020 | Contemporáneo urbano         | OVO Sound | [ 37 ] |
| Reino Unido    | 3 de abril de 2020  | Contemporáneo urbano         | OVO Sound | [ 38 ] |
| Reino Unido    | 10 de abril de 2020 | Radio de éxito contemporáneo | OVO Sound | [ 39 ] |